# Hampton (Familie)
Die Hampton-Familie war eine politisch einflussreiche Familie in der ersten Hälfte des 19. Jahrhunderts in South Carolina. Zu ihr gehörten:
- Wade Hampton I. (1754–1835), Soldat, Großgrundbesitzer und Politiker
  - Wade Hampton II. (1791–1858), einer der reichsten Sklavenbesitzer in South Carolina. Sohn von Wade Hampton I und Vater von Wade Hampton III
    - Wade Hampton III. (1818–1902), US-Senator und Gouverneur von South Carolina. Sohn von Wade Hampton II und Enkel von Wade Hampton I